# Scymnosaurus
Scymnosaurus es un género extinto de terápsido terocéfalo que vivió entre el Pérmico y el Triásico en África, siendo descrito de fósiles del cráneo y dientes encontrados en la zona del Karoo en Sudáfrica. Se conocen dos especies, S. ferox y S. major, mientras que otras dos especies asignadas anteriormente se han situado en otros géneros: S. watsoni, es ahora asignada al género Pristerosaurus, y la especie S. warreni ha sido clasificada en el género Moschorhinus.